# El Gordo (község)
El Gordo (extremadurai nyelven El Gordu) egy község Spanyolországban, Cáceres tartományban. El Gordo Oropesa, Calzada de Oropesa, Caleruela, Valdeverdeja, Valdelacasa de Tajo, Berrocalejo, Peraleda de San Román, Bohonal de Ibor és Peraleda de la Mata községekkel határos. Lakosainak száma 369 fő (2024).

## Népesség
A település népessége az elmúlt években az alábbi módon változott:
| Lakosok száma | 298  | 296  | 314  | 338  | 385  | 378  | 388  | 367  | 382  | 369  |
|               | 2001 | 2004 | 2006 | 2009 | 2011 | 2014 | 2016 | 2019 | 2021 | 2024 |